# James St. James
James St. James, född James Clark 1 augusti 1966, är en amerikansk författare, bland annat känd för boken Disco Bloodbath som låg till grund för filmen Party Monster och musikalföreställningen Dö Klubbdöden 2013. Rollen som James St. James spelades i föreställningen av Michal Axel Piotrowski som 2015 skrev en monologpjäs Billy Bloom – ensam som Gud baserad på James St. Jamas andra roman Freak Show. Den hade premiär 2015 på Turteatern i Stockholm och blev nominerad till Årets brott på Scenkonstgalan 2016.